# André Amaral
André Augusto Castro do Amaral Filho (João Pessoa, 26 de julho de 1990) é um político brasileiro, filiado ao União Brasil. Foi deputado federal pela Paraíba.
Foi candidato a deputado federal em 2014, para a 55.ª legislatura (2015-2019), pelo PMDB, obtendo 6.552 votos (0,34%), alcançando a primeira suplência. Com a eleição de Manoel Junior para vice-prefeito de João Pessoa, assumiu o mandato de deputado.
Como deputado federal, votou a favor da PEC do Teto dos Gastos Públicos. Em abril de 2017 foi favorável à Reforma Trabalhista. Em agosto de 2017 votou contra o processo em que se pedia abertura de investigação do presidente Michel Temer, ajudando a arquivar a denúncia do Ministério Público Federal.
Disputou a reeleição em 2018 pelo PROS, obtendo 14.913 votos (0,75%), não sendo eleito.
Desempenho eleitoral
| Ano  | Eleição              | Partido | Candidato a      | Votos  | %     | Resultado  | Ref   |
| ---- | -------------------- | ------- | ---------------- | ------ | ----- | ---------- | ----- |
| 2014 | Estaduais na Paraíba | PMDB    | Deputado Federal | 6.552  | 0,34% | Suplente   | [ 6 ] |
| 2018 | Estaduais na Paraíba | PROS    | Deputado Federal | 14.913 | 0,75% | Não eleito | [ 7 ] |